# خرسانة (المهرة)
خرسانة هي إحدى قرى مديرية المسيلة التابعة محافظة المهرة في اليمن.
بلغ تعداد سكانها 87 نسمة (37 ذكور و50 إناث) حسب تعداد اليمن 2004. ووصل تعدادها إلى 116 نسمة (49 ذكور و67 إناث) حسب تقديرات 2014.

## الموقع الجغرافي
تقع قرية خرسانة ضمن النطاق الإداري لمديرية المسيلة بمحافظة المهرة، وتقع على ارتفاع منخفض من سطح البحر، ويستخدم سكانها التوقيت المحلي لليمن (UTC+3).